# Marguerite de Morlaye
Pour les articles homonymes, voir Morlaye.
Marguerite de Milly, dite Marguerite de Morlaye, est une actrice française, née le 29 janvier 1870 à Saint-Mandé (Seine), et morte le 18 septembre 1957 dans le 8e arrondissement de Paris.

## Biographie
Fille du chef d'escadron Louis Gustave de Milly, Marguerite de Morlaye naît le 29 janvier 1870 à Saint-Mandé.
Après une carrière avec plus de 100 films à son actif de 1925 à 1951, elle meurt le 18 septembre 1957 en son domicile, au no 4, rue de Berri dans le 8e arrondissement de Paris. Elle est inhumée dans le Cimetière ancien de Neuilly-sur-Seine.

## Filmographie
- 1925 : Mon curé chez les riches d'Émile-Bernard Donatien
- 1925 : Le Réveil de Jacques de Baroncelli
- 1926 : Grand Gosse - (Boy) de Benito Perojo
- 1926 : Martyre de Charles Burguet
- 1926 : Le Noir à l'âme blanche (El negro que tenia el alma blanca) de Benito Perojo
- 1926 : Son premier film de Jean Kemm
- 1927 : Cousine de France de Gaston Roudès
- 1928 : L'Eau du Nil de Marcel Vandal
- 1928 : La Vierge folle de Luitz-Morat
- 1929 : La Possession de Léonce Perret
- 1930 : Deux Fois vingt ans de Carlo Felice Tavano
- 1931 : À nous la liberté de René Clair
- 1931 : Après l'amour de Léonce Perret
- 1931 : En bordée de Henry Wulschleger et Joe Francis
- 1931 : Grains de beauté de Pierre Caron et Léonce Perret
- 1931 : Passeport 13.444 de Léon Mathot
- 1932 : Ariane, jeune fille russe de Paul Czinner
- 1932 : Sa meilleure cliente de Pierre Colombier
- 1932 : Champion de mon amour de René Jayet - court métrage -
- 1932 : La Dame de chez Maxim's d'Alexander Korda
- 1932 : Haut les mains ! de Maurice Champreux - court métrage -
- 1932 : La Merveilleuse Journée d'Yves Mirande et Robert Wyler
- 1933 : Les Surprises du sleeping de Karl Anton
- 1934 : Madame Bovary de Jean Renoir
- 1934 : L'Aventurier de Marcel L'Herbier
- 1934 : Le Bonheur de Marcel L'Herbier
- 1934 : Le Comte Obligado de Léon Mathot
- 1934 : Les Filles de la concierge de Jacques Tourneur
- 1934 : Nous ne sommes plus des enfants d'Augusto Genina
- 1934 : Le Père Lampion de Christian-Jaque
- 1934 : Le Secret des Wonronzeff d'Arthur Robison et André Beucler
- 1935 : Dédé de René Guissart
- 1935 : Amants et Voleurs de Raymond Bernard
- 1935 : Le Diable en bouteille de Heinz Hilpert et Reinhart Steinbicker
- 1935 : Kœnigsmark de Maurice Tourneur
- 1935 : Un oiseau rare de Richard Pottier
- 1935 : La Vie parisienne de Robert Siodmak
- 1935 : Les Yeux noirs de Victor Tourjansky
- 1936 : L'Argent de Pierre Billon - une invitée
- 1936 : Au service du tsar de Pierre Billon
- 1936 : Jenny de Marcel Carné
- 1936 : Les Loups entre eux de Léon Mathot
- 1936 : Le Roi de Pierre Colombier
- 1936 : Tout va très bien madame la marquise de Henry Wulschleger
- 1936 : Mayerling (non créditée) d'Anatole Litvak
- 1936 : Mister Flow de Robert Siodmak
- 1937 : Nuits de feu de Marcel L'Herbier
- 1937 : Le Chemin de Rio de Robert Siodmak
- 1937 : Aloha, le chant des îles de Léon Mathot
- 1937 : La Bataille silencieuse de Pierre Billon : Une dame à la gare
- 1937 : Le Cantinier de la coloniale de Henry Wulschleger
- 1937 : Ces dames aux chapeaux verts de Maurice Cloche
- 1937 : Le Club des aristocrates de Pierre Colombier
- 1937 : La Danseuse rouge de Jean-Paul Paulin
- 1937 : Êtes-vous jalouse ? d'Henri Chomette
- 1937 : La Fessée de Pierre Caron
- 1937 : L'Habit vert de Roger Richebé
- 1937 : Ignace de Pierre Colombier
- 1937 : Ma petite marquise de Robert Péguy
- 1937 : Monsieur Bégonia d'André Hugon
- 1937 : Salonique, nid d'espions (ou Mademoiselle docteur) de Georg Wilhelm Pabst
- 1937 : Les Nuits blanches de Saint-Pétersbourg de Jean Dréville
- 1937 : Les Rois du sport de Pierre Colombier
- 1937 : Forfaiture de Marcel L'Herbier
- 1937 : Trois Artilleurs au pensionnat de René Pujol
- 1937 : Un déjeuner de soleil de Marcel Cravenne et Roger Richebé
- 1938 : Mirages d'Alexandre Ryder
- 1938 : Alexis gentleman chauffeur de Max de Vaucorbeil
- 1938 : Remontons les Champs-Élysées de Sacha Guitry et Robert Bibal
- 1938 : Éducation de prince d'Alexander Esway
- 1938 : La Bête humaine de Jean Renoir
- 1938 : Café de Paris d'Yves Mirande et Georges Lacombe
- 1938 : Le Capitaine Benoît de Maurice de Canonge
- 1938 : La Cité des lumières de Jean de Limur
- 1938 : Le Dompteur de Pierre Colombier
- 1938 : Feux de joie de Jacques Houssin
- 1938 : Gibraltar de Fedor Ozep
- 1938 : J'étais une aventurière de Raymond Bernard
- 1938 : La Maison du Maltais de Pierre Chenal
- 1938 : Le Patriote de Maurice Tourneur
- 1938 : Place de la Concorde de Karel Lamač
- 1938 : Retour à l'aube de Henri Decoin
- 1938 : La Rue sans joie d'André Hugon
- 1938 : Trois Artilleurs à l'opéra d'André Chotin
- 1939 : Entente cordiale de Marcel L'Herbier
- 1939 : Les Cinq Sous de Lavarède de Maurice Cammage
- 1939 : Les Gangsters du château d'If de René Pujol
- 1939 : Ils étaient neuf célibataires de Sacha Guitry
- 1939 : La Fin du jour de Julien Duvivier
- 1939 : Jeunes Filles en détresse de Georg Wilhelm Pabst
- 1939 : Quartier latin de Pierre Colombier et Christian Chamborant
- 1939 : La Règle du jeu (non créditée) de Jean Renoir
- 1939 : La Charrette fantôme de Julien Duvivier
- 1939 : La Piste du nord ou La Loi du nord de Jacques Feyder
- 1940 : Battement de cœur de Henri Decoin
- 1940 : L'Homme qui cherche la vérité d'Alexander Esway
- 1941 : Le Club des soupirants de Maurice Gleize
- 1942 : Boléro de Jean Boyer
- 1942 : La Nuit fantastique de Marcel L'Herbier
- 1942 : L'Amant de Bornéo de Jean-Pierre Feydeau et René Le Hénaff
- 1942 : À vos ordres Madame de Jean Boyer
- 1942 : Défense d'aimer de Richard Pottier
- 1942 : Frédérica de Jean Boyer
- 1942 : La Loi du printemps de Jacques Daniel-Norman
- 1942 : Mademoiselle Béatrice de Max de Vaucorbeil
- 1942 : Signé illisible de Christian Chamborant
- 1943 : Le Voyageur de la Toussaint de Louis Daquin
- 1943 : Des jeunes filles dans la nuit de René Le Hénaff
- 1943 : La Collection Ménard de Bernard Roland
- 1943 : Les Roquevillard de Jean Dréville
- 1943 : Le Baron fantôme de Serge de Poligny
- 1944 : La Vie de plaisir d'Albert Valentin
- 1944 : Florence est folle de Georges Lacombe
- 1944 : La Grande Meute de Jean de Limur
- 1944 : Mademoiselle X de Pierre Billon
- 1945 : Falbalas de Jacques Becker
- 1945 : Les Dames du bois de Boulogne de Robert Bresson
- 1945 : La Cage aux rossignols de Jean Dréville
- 1945 : Adieu chérie de Raymond Bernard
- 1945 : Étrange destin de Louis Cuny
- 1945 : La Femme fatale de Jean Boyer
- 1945 : Master Love de Robert Péguy
- 1946 : L'assassin n'est pas coupable de René Delacroix
- 1946 : Martin Roumagnac de Georges Lacombe
- 1946 : Désarroi de Robert-Paul Dagan
- 1947 : Les Chouans de Henri Calef
- 1947 : La Kermesse rouge de Paul Mesnier
- 1947 : Le Mariage de Ramuntcho de Max de Vaucorbeil
- 1947 : Six heures à perdre d'Alex Joffé et Jean Lévitte
- 1947 : Dernier Refuge de Marc Maurette
- 1947 : Les jeux sont faits de Jean Delannoy
- 1947 : Une femme par jour de Jean Boyer
- 1948 : Mademoiselle s'amuse de Jean Boyer
- 1948 : Cargaison clandestine d'Alfred Rode
- 1948 : L'Aigle à deux têtes de Jean Cocteau
- 1949 : Vient de paraître de Jacques Houssin
- 1951 : Seul dans Paris de Hervé Bromberger